# Lophocampa problematica
Lophocampa problematica är en fjärilsart som beskrevs av Gottfried Christian Reich 1934. Lophocampa problematica ingår i släktet Lophocampa och familjen björnspinnare. Inga underarter finns listade i Catalogue of Life.